# Котајк
Котајк (јерм. Կոտայք) представља једну од 11 административних јединица у Републици Јерменији, односно један од 10 марзева.
Налази се у централном делу земље. На територији овог марза је 2010. живело 241.337 становника.
Административни центар марза је град Раздан, а већи градови су јопш и Егвард и Нор Ачин.
У овој области се налазе храм Гарни, манастири Гегард и Кечарис и бања Цахкадзор.